# 大阪オクトパス2019
『大阪オクトパス2019』（おおさかオクトパス にせんじゅうきゅう）は、日本のプロレス団体DDTプロレスリングによる、大阪府立体育会館（エディオンアリーナ大阪）第2競技場で行われた興行。

## 全試合結果
| オープニングマッチ 30分一本勝負 |                                                                 |                                           |
| ◯コーディ・ホール アントーニオ本多 ヤス・ウラノ | 10分15秒 サンダーバスター→体固め                                | 坂口征夫 渡瀬瑞基● 納谷幸男               |
| 第二試合 大阪オクトパス杯争奪アイアンマンヘビーメタル級選手権時間差入場バトルロイヤル 時間無制限勝負 |                                                                 |                                           |
| 出場選手(入場順) プーマキング、朱崇花、赤井沙希、高梨将弘、マッド・ポーリー、平田一喜、ゆに |                                                                 |                                           |
| ●プーマキング | 6分45秒 ウラカンラナ・インベルティダ                            | ゆに◯                                     |
| ゆにが第1409代王者に |                                                                 |                                           |
| ●高梨 | 7分8秒 空中胴絞め落とし固め                                     | マッド・ポーリー◯                         |
| ●マッド・ポーリー | 7分51秒 OTR                                                     | 平田◯                                     |
| ●ゆに | 8分22秒 エゴイストドライバー→体固め                             | 平田◯                                     |
| 平田が第1410代王者に |                                                                 |                                           |
| ●平田 | 9分1秒 横入り式エビ固め                                         | 赤井◯                                     |
| 赤井が第1411代王者に |                                                                 |                                           |
| ●赤井 | 9分16秒 ASKA FANTASY                                            | 朱崇花◯                                   |
| 朱崇花が第1412代王者に |                                                                 |                                           |
| アイアンマンヘビーメタル級選手権試合 |                                                                 |                                           |
| ●朱崇花 | 18時34分 横入り式エビ固め                                       | 平田一喜◯                                 |
| 平田一喜が第1413代王者に |                                                                 |                                           |
| アイアンマンヘビーメタル級選手権試合 |                                                                 |                                           |
| ●平田一喜 | 18時35分 プーマキングダム→体固め                                | プーマキング ◯                            |
| プーマキングが第1414代王者に |                                                                 |                                           |
| 第三試合 30分一本勝負 |                                                                 |                                           |
| ◯HARASHIMA MAO | 10分50秒 蒼魔刀→体固め                                          | 政岡純 木下亨平●                          |
| 第四試合 DD砲vsALL OUT！ 30分一本勝負 |                                                                 |                                           |
| ●男色ディーノ 魔苦・怒鳴門 | 14分10秒 収拾つかず→無効試合                                    | 彰人 勝俣瞬馬●                            |
| 第五試合 O-40選手権試合～リサイクルデスマッチ 60分一本勝負 |                                                                 |                                           |
| ◯高木三四郎 （初代王者） | 12分40秒 投げ捨てひまわりボム・オン・ザ・プラケース→片エビ固め  | 大家健● （挑戦者）                        |
| 公認凶器(1)道場で使用していた掃除機（2015年）(2)事務所で使用していたヒーター（2016年）(3)使用済プラケースとプラケースのフタ（2019年）(4)ササダンゴvsイケメン戦で使用した罠（2018年3月25日）(5)ビアガーデンプロレスで飲んだ空缶200個（2019年8月）(6)メカマミーの兵器（ジェットスクランダー、ドリル、ロケットパンチ）（2006年）(7)DDT電飾看板のT（2009年） |                                                                 |                                           |
| ※初代王者が初防衛に成功 |                                                                 |                                           |
| 第六試合 DAMNATIONvsDISASTER BOX！ 30分一本勝負 |                                                                 |                                           |
| ◯石川修司 遠藤哲哉 | 17分8秒 ファイアーサンダー→片エビ固め                           | 上野勇希 吉村直巳●                        |
| セミファイナル KO-Dタッグ選手権試合 60分一本勝負 |                                                                 |                                           |
| ◯佐々木大輔 高尾蒼馬 （第66代王者組） | 17分22秒 クロスオーバー・フェースロック                         | 黒潮"イケメン"二郎● 樋口和貞 （挑戦者組） |
| 第66代王者組が6度目の防衛に成功。 |                                                                 |                                           |
| メインイベント KO-D無差別級選手権試合 60分一本勝負 |                                                                 |                                           |
| ◯竹下幸之介 （第72代王者） | 16分45秒 ウォール・オブ・タケシタ→レフェリーストップ（TKO勝ち） | 青木真也● （挑戦者）                      |
| 第72代王者が2度目の防衛に成功。 |                                                                 |                                           |